# 小行星782
小行星782（782 Montefiore）是一颗围绕太阳公转的小行星。1914年3月18日，約翰·帕利薩在维也纳描述了此天体。
該小行星以奧地利企業家阿爾伯特·所羅門·安塞姆·馮·羅斯柴爾德之子阿方斯·梅耶·羅斯柴爾德（Alphonse Mayer Rothschild）的妻子克萊麗絲·塞巴格-蒙蒂菲奧雷（Clarice Sebag-Montefiore）命名。
这颗小行星的绝对星等为11.3等。

## 相关條目
- 小行星列表/10001-11000

## 外部連結
- Asteroid Lightcurve Database (LCDB) （页面存档备份，存于）, query form (info （页面存档备份，存于）)
- Dictionary of Minor Planet Names, Google books
- Discovery Circumstances: Numbered Minor Planets (10001)-(15000) （页面存档备份，存于） – Minor Planet Center
- 小行星782 at AstDyS-2, Asteroids—Dynamic Site
  - Ephemeris · Observation prediction · Orbital info · Proper elements · Observational info
- NASA JPL小天體瀏覽器上的小行星782

| 前一小行星： 小行星781 | 小行星列表 | 後一小行星： 小行星783 |